# Situlaspis daleae
Situlaspis daleae är en insektsart som beskrevs av Ferris 1941. Situlaspis daleae ingår i släktet Situlaspis och familjen pansarsköldlöss. Inga underarter finns listade i Catalogue of Life.